# Zobel
 Denne artikel omhandler et dyr. Opslagsordet har også en anden betydning, se Zobel (efternavn).
Zobelen (Martes zibellina) er et rovdyr af mårfamilien.
Zobelen er et værdifuldt og efterstræbt pelsdyr, som er udbredt i Sibirien.